# ザランジュ陥落
ザランジュ陥落（ザランジュかんらく）は、アフガニスタン紛争のターリバーンによる攻勢において、2021年8月6日にターリバーンによってアフガニスタンのニームルーズ州の州都ザランジュが接収された出来事である。旧支配勢力のターリバーンは都市に進出し、国家保安局（NDS）は数時間抵抗したが、攻勢を抑えきらずにチャハルブルジャク地区に撤退した。 地方当局はカブールの中央政府に援軍を求めていたが、援軍は送られてこなかった。ザランジュは2021年の攻撃でターリバーンに攻略された最初の州都である。

## 背景
ザランジュは辺境の町であるため中央政府の影響が及びにくく、これまで国際的な軍事作戦の標的にならなかった。政府は機能不全に陥り、誘拐、不法移民と密輸の温床となった。2017年、政府はザランジュ内ですらあまり権力を保てず、市街地の外の砂漠地域は無法地帯であった。
2021年、米軍がアフガニスタンから撤退すると同時に、ニームルーズ州ではカシュロッド郡を占領していたターリバーンが、隣接するチャカンスール郡とデララム郡で政府軍を破った。
この地域の防衛を担当する政府軍の第215軍団は、ヘルマンド州の州都であるラシュカルガーの防衛に焦点を当てることを決定し、ザランジュの防衛は手薄になった。
2021年8月にはザランジュに近いカン郡がターリバーンに占領され、市からの政府高官の逃亡とアフガニスタン軍の士気の低下を促した。陥落の前夜、推定2万人のニームルーズ州の住民が国境を越えてイランに逃亡したとされている。
一部の政府関係者は、ターリバーンとの合意が成立し、家族と一緒にイランに逃げることができたと述べた。州議会の長は、当局者が民間人の死傷者を最小限に抑えるために去ることを決定し、ターリバーンとの取引を拒否したと述べた。

## 戦闘
8月6日の午後2時頃ターリバーンが到着したとき、抵抗はほとんど起きなかった。中央政府から援軍が送られないまま、政府軍はわずか2〜3時間戦った後、政府の管理下にある州の最後の地区である南部のChaharBurjak地区の地区中心部に撤退した。戦闘は、知事室と地元の警察および諜報本部で起きた。国家保安局の部隊だけが戦いを繰り広げた。
戦闘が短時間で終わった後、アフガニスタン空軍は州の警察本部と国境旅団に何度か空爆を実施した。 この空爆のうち1回がターリバーンの集会を直撃し、ニームルーズ州の影の知事アブドゥル・ハリクを含む14人が戦死した事を政府筋は発表した。しかし、この発表は虚偽のもので、アブドゥル・ハリクは傷1つ負っておらず、戦後のニームルーズ州で知事を務めている。

## 意義・影響
ターリバーンの勝利は、ターリバーンの士気を高めた。2001年に多国籍軍に占領されて以来、南部で初めて奪還に成功した州都であり、ターリバーンにとって復活を印象付ける象徴的な勝利となった。
この都市は国境検問所に非常に近く、アフガニスタンとイランの貿易の要所であるため、戦略的な重要性もある。
ザランジュの陥落で、ターリバーンは陸路によるアフガニスタンとイランの貿易を完全に掌握することになった。ヘラート州のイスラム・カラは7月時点でターリバーンに掌握されていた。
ターリバーンは州の刑務所に進出し、拘束されていたターリバーン関係者などを解放した。人々は動乱の中外出を控え、政府関係者は復讐を恐れていた。政府関係者によると、ターリバーンは政府関係者を探して家々を捜索した。